# Mikko Franck
Mikko Ilmari Franck (Helsinque, 1 de abril de 1979) é um maestro e violinista finlandês. Foi diretor musical da Orquestra Nacional da Bélgica e da Ópera Nacional da Finlândia, além de ter liderado a Orquestra Filarmônica da Radio France por quase uma década. Sua discografia inclui diversas gravações premiadas, com destaque para obras de Sibelius e Rautavaara.

## Biografia
Natural de Helsinque, Mikko Franck começou a estudar violino aos cinco anos de idade. Em 1992, ingressou na Academia Sibelius, onde passou a estudar regência a partir de 1995, após ter sido convidado por Jorma Panula a tornar-se seu aluno particular. No ano seguinte, foi admitido oficialmente na classe de regência da Academia, deixando-a em 1998 com o início de sua carreira internacional. Mais tarde, declarou que Panula lhe ensinou "tudo o que é possível ensinar nesta profissão".
Antes de completar 23 anos, Franck já havia se apresentado com todas as principais orquestras escandinavas, além da Philharmonia Orchestra, London Symphony Orchestra, Filarmônica de Munique, Staatskapelle Berlin e Orquestra Filarmônica de Israel.
Seu álbum de estreia, dedicado a obras de Jean Sibelius, recebeu uma indicação ao Prêmio Grammy na categoria "Melhor Performance Orquestral"«Mikko Franck» (em inglês). Grammy.com. Consultado em 13 de julho de 2025. Franck é também um intérprete reconhecido da obra de Einojuhani Rautavaara.
Entre 2002 e 2007, foi diretor artístico da Orquestra Nacional da Bélgica. Em agosto de 2006, assumiu o cargo de diretor musical da Ópera Nacional da Finlândia. Poucos meses depois, anunciou sua renúncia, alegando perda de confiança na gestão da casa. No entanto, foi reconduzido à instituição como diretor artístico e diretor musical geral, cargos que ocupou até 2013.
Em setembro de 2015, foi nomeado diretor musical da Orquestra Filarmônica da Radio France, cargo que exerceu até o fim da temporada 2024–2025.
Devido a um problema crônico na coluna, Franck frequentemente rege sentado em uma cadeira durante suas apresentações.
Foi casado com a diretora de ópera Martina Pickert entre 2006 e 2010.

## Discografia selecionada
- Jean Sibelius – Lemminkäinen Suite / En saga; Orquestra Sinfônica da Rádio Sueca (Ondine 953, 2000)
- Piotr Ilitch Tchaikovsky – Sinfonia n.º 6 / Einojuhani Rautavaara – Apotheosis; Orquestra Sinfônica da Rádio Sueca (Ondine 1002, 2003)
- Einojuhani Rautavaara – The House of the Sun; Orquestra Sinfônica de Oulu; Jukka Romu, Raija Regnell, Ulla Raiskio, Tuomas Katajala, Petri Bäckström, Tommi Hakala, Markus Nieminen, Helena Juntunen, Mia Huhta, Anne-Kristiina Kaappola (Ondine 1032, 2004)
- Einojuhani Rautavaara – Rasputin; Orquestra e Coro da Ópera Nacional da Finlândia; Lilli Paasikivi, Jorma Hynninen, Jyrki Anttila, Riikka Rantanen, Ritva-Liisa Korhonen, Jyrki Korhonen, Gabriel Suovanen, Matti Salminen, Lassi Virtanen (Ondine 1002, 2005)
- Einojuhani Rautavaara – Sinfonia n.º 1, Adagio Celeste, Book of Visions; Orquestra Nacional da Bélgica (Ondine 1064, 2006)